# Харолд Гарфинкел
Харолд Гарфинкел (енгл. Harold Garfinkel; Њуарк, 29. октобар 1917 - 21. април 2011. Лос Анђелес, Калифорнија) био је амерички социолог, етнометодолог и професор емеритус на Универзитету Калифорније у Лос Анђелесу. Познат је по утемељивању и развијању етнометодологије као области истраживања у социологији. Објавио је неколико књига за време живота, а најпознатија је Етнометодолошке расправе која је објављена 1967. године.

## Биографија
Харолд Гарфинкел је рођен у Њуарку, Њу Џерсију 29. октобра 1917. године, где је провео детињство. Његов отац, који је био продавац намештаја, се надао да ће његов син наставити породични посао. Иако је помагао свом оцу око посла, Гарфинкел је одлучио да похађа колеџ и упише рачуноводство на Њуарском универзитету. На овом универзитету су, углавном, предавали студенти који су тек дипломирали и са собом су доносили теоретска искуства. Овај теоретски приступ је касније помогао Гарфинкелу око формирања својих теорија. Након што је дипломирао, Гарфинкел је волонтирао у Quaker радном кампу у Корнелији, Џорџија. Ово искуство представљало је откровење за Гарфинкела. Тамо је радио са разним студентима који су показали широк спектар интересовања, који су утицали на његову одлуку да се бави социологијом. За време волонтирања у Џорџији, Гарфинкел је сазнао да постоји наставни програм социологије на Универзитету у Северној Каролини. Овај наставни програм нарочито се фокусирао на пројекте о јавном раду, на којем је Гарфинкел радио. Гарфинкел је мастер студије завршио 1942. на Универзитету у Каролини у Чапел Хилу, написавши своју тезу о међурасним убиствима. Пре него што је дипломирао, радио је са својим ментором, професором Хауардом Б. Одумом. Гарфинкел је написао кратку приповетку Невоља у боји која је објављена у часопису Opportunity 1940. године. Ова прича бавила се виктимизацијом црних жена које су седеле одвојено у аутобусу који је путовао за Вирџинију. Са почетком Другог светског рата, регрутован је од стране америчке војске и био је тренер у бази на Флориди. Како је рат стишавао, пребачен је у Голфорт, Мисисипи; где је упознао своју жену Арлин Стејбет.

### Одељење за социјалне односе Универзитета Харвард
Након рата, Гарфинкел је отишпао на Харвард и на новоформрмираном одељењу за социјалне односе, упознао Талкота Парсонса. Док је Парсонс проучавао апстрактне категорије и генерализације, Гарфинкел се усредсредио на детаљне дескрипције. Оно што Гарфинкела разликује од осталих Парсонових студената и колега, је била његова изразита приврженост емпиријском проучаванју. Уместо да, на пример постави питанје, које врсте нормативних система су неопходне како би се одржала породична структура, Гарфинкел би вероватно упитао: „Који нормативни системи постоје?“ или „Да ли постоје нормативни системи?“. За време његовог студирања на Харварду, социолог Вилберт Е. Мур, га је позвао да се поридружи Пројекту о организационом понашању на Универзитету Пристон. Гарфинкел је две године предавао на Пристону. За то време, упознао је неке од најистакнутијих научника из области бихевиоралних, информационих, друштвених наука, као што су Грегори Бејтсон, Кенет Бурк, Пол Лазарсфелд, Фредерик Мостелер, Филип Селзник, Херберт А. Сајмон и Џон фон Нојман. Гарфинкел је своју дисертацију на тему „Перцепција другога: Истраживанје социјалног реда“ завршио 1952. године.
Након што је докторирао на Харварду, Гарфинкел је 1954. године позван на састанак Америчког Удружења социолога и конструисао је термин „етнометодологија“. Етонометодологија је постала његова главна област истраживања. Она предтавља истраживање рационалних својстава идексалних израза и других практичних деловања као потецијалних достигнућа вешто организованих навика свакодневног живота. Године 1954. придружио се социолошком факултету Универзитета Калифорније у Лос Анђелесу. Током 1963—64. године радио је као истраживач у Центру за научне студије самоубиства. Гарфинкел је провео школску 1975/76. годину у Центру за напредна истраживања наука о понашању, а 1979/80. године био је гост универзитета Оксфорд. Године 1995. добио је Кули-Мид награду од Америчког удружења социолога за доприносе у овој области. 1996. године додељен му је почасни докторат Универзитета у Нотингему. Званично је пензионисан 1987. године, али је и даље наставио да предаје као професор емеритус на Универзитету Калифорније, све до смрти 21.априла 2011. године.

## Гарфинкелова мисао

### Утицаји
Гарфинкела су веома заинтригирала Парсонова истраживања социајлног поретка. Парсонс је покушао да пронађе решење за проблем социјалног поретка(то јест, како објашњавамо друштвени поредак чији смо сведоци) и, при том, да обезбеди дисциплинску основу за истраживања у социологији. Базирајући се на рад ранијих теоретичара социологије (Маршал, Парето, Диркем, Вебер), Парсонс је тврдио да се социјално деловање може схватити у смислу „акционог рама“ који се састоји од истих елемената (чинилац, циљ или очекивани исход, околности под којима се радња дешава, и њена „нормативна оријентација“). Чиниоци доносе одлуку о могућем исходу, алтернативним средствима за његово постизање и нормативна ограничења која би могла бити корисна. Они се спроводе, према Парсону, на начин који је сличан оном чије знанје је главна одредница његових дела. Према овом гледишту, поредак није наметнут са врха, већ потиче из рационалних одлука које је донео чинилац. Парсон је покушао да развије теоретски оквир којим би разумели успоставњање социјалног поретка кроз овакве одлуке.
Етнометодологија није направљена како би заменила овакву врсту формалне анализе коју је Парсонс предложио. Гарфинкел је тврдио да су два програма „другачија и неминовно повезана“. Оба покушавају оправдати социјални живот, али постављају другачија питања и формулишу потпуно другачије тврдње. Социолози који учествују у формалном програму настоје да произведу објективне тврдње сличне онима у природним наукама. Да би то постигли, морају применити теоретске конструкте који постављају темеље за дефинисање облика социјалног света. За разлику од Парсонса и других теоретичара социологије, Гарфдинклов циљ био је да артикулише један образложавајући систем. Изражавао је „равнодушност“ према свим облицима теоретисања у социологији. Уместо да социјалну праксу посматра из теоретске перспективе, Гарфинкел је желео да истражи социјалн свет директно и детаљно опише његову аутохтоност. Диркем је једном приликом рекао: „објективна реалност социјалних чињеницаје основни принцип социологије“. Гарфинклер је заменио реч „принцип“ речју „појава“ тиме показавши другачији приступ социолошком истраживању. Задатак социологије, како га он види, јесте да се истражи како су Диркемове социјалне чињенице настале. Резултат тога је „ наизменичан, асиметричан и несамерљив“ програм социолошког истраживања.
Алфред Шиц, европски научник и Гарфинкелов познаник, упознао је овог младог социолога са свим идејама социјалне теорије, психологије и феноменологије. Шиц, баш као и Парсонс, је био збринут успостављањем темеља за истраживање друштвеним наукама. Он је проблему приступио као Парсонс, претпоставивши да се делатници у друштву увек понашају рационално. Шиц је направио разлику између расуђивања са „ природног становишта“ и научног расуђивања. Свакодневицу надограђује здрав разум, али и подразумева захтев за рационалношћу. Научно расуђивање намеће специјалне услове својим тврдњама и закључцима. Ово има две битне импликације истраживања у друштеним наукама. Прва, неприкладно је да социолози користе научна расуђивања како би посматрали људско делање у свакодневном животу, као што је Парсонс рекао, пошто су посебан тим рационалности. С друге стране, првобитно претпостављена неповезаност научних тврдњии здраворазумског схватања је разрешена откако научна запажања подразумевају оба облика рационалности. Ово је привукло пажњу истраживачима друштвених наука, пошто су ове дисциплине фундаментално ангажовање у проучавању заједничког поимања свакодневног функционисања друштва.

### Корени етнометодологије
Реч етнометодолија која је недавно унета у Оксфордски речних енглеског језика дословно значи „методе којима се служе људи“. Предмет етнометодологије обухвата методолошка истраживања као и методске поступке.
Гарфинкелов концепт етнометодологије развијао се његовим покушајем да анализира распараву пороте о једном случају 1945. године у Чикагу. Гарфинкел је покушавао да разуме начин на који поротници знају како да одиграју своју улогу. Након покушаја да разуме њихово деловање, Гарфинкел је конструисао термин „етнометодологија“ како би описао како људи користе разноврсне методе како би разумели друштво у коме живе. Гарфинкел је приметио кроз проучавање етнометодологије да методе, које људи користе како би разумели друштво у којем живе, је учвршћен у људским природним становиштима.
Његова основна замисао састојала се у томе да док размишљамо гледају кроз социолошки објектив, социолози се фокусирају на спољне изворе (социјалне чињенице) како би објаснили ситуацију док покушавају да објасне шта се десило унутар њих. Гарфинкел је искористио овај тренутак како би нагласио разлику између етнометодологије и социологије и Диркемовог становишта. У социологији, чешће се користе спољашњи извори, као што су институција како би се описала ситуација, а не индивидуа.

#### Рационалност
Прихвативши Шоцову критику Парсоновог програма, Гарфинкел је желео да пронађе другачији начин ословљавања проблема социјалног поретка. Социјални поредак настаје на начин на који се учесници понашају. Смисао ситуације налазимо у њиховим инетракцијама . Гарфинкел је написао „свака друштвена поставка се може посматрати као саморганизујућа у односу на разметљив карактер својих појава било представе или као докази социјалног поретка“. Правилност социјалног живота, стога, настаје константном акцијом чланова друштва и задатак етнометодологије је да протумачи како се то обавља. Написао је: „Чланови организованог договора непрекидно треба да одлуче, препознају, убеде или и да оно што је рационално учине очигледним“. На први поглед, ово се не разликује много од Парсонсовог гледишта, међутим њихови ставови о рационалности нису компатибилни. За Гарфинкела караклтер друштва не диктира наметљив рационални стандард, ни научни, па ни један други.
За Гарфинкела рационалност по себи настаје као локални подвиг и као начин на који чланови друштва ступају у константну интеракцију.
Гарфинкел пише:
„Уместо што се рационалнос третира као методолошки принцип за тумачење активности боље је третирати га само као емпиријски проблематичну материју. Имала би статус податка и била би посматрана на исти начин као и слична својства понашања.”
У поглављу „Рационалност својстава научног и здраворазумског деловања“ које се налази у његовој књизи „Етнометодолошке расправе“ из 1967. године, Гарфинкел говори о томе како постаје различита значења термина „рациноалност“ који су повезани са тим како се људи понашају. Гарфинкел спомиње Шоцев рад на тему рационалности и различитих значења овог термина. Графинкел разматра сваку „рационалност“ и „понашање“ која резултирају а то су:
1. Категоризовање и поређење: „Понекад рационалност се односи на чињеницу да се истражују две ситуације са освртом на њихово поређење“,
2. Грешка која се толерише: Могуће је да особа захтева варирајући степен „ goodness of fit“ између опажања и теорије смислу именовања, мерења, описа или пак опажај постаје податак,
3. Потрага за „средствима“: Рационалност је понекад значила да особа прави преглед правила процедуре која су у прошлости допринела дејству које је пожељно,
4. Анализа алтернатива и последица: „Често се термин користио да би се привукла пажња на чињеницу да особа док процењује ситуацију очекује алтернативе које су последице његових акција“ ,
5. Стратегија: „Приликом избора особа може одредити скуп алтернативних правила деловања услова под којим неки од њих треба узети у обзир“,
6. Брига о времену: „Брига о времену укључује у којој мери се узима став у вези са могућим начинима где догађаји временски могу нестати“,
7. Предвидњивост: „Он може тражити прелиминарне информације о томе како би се утврдиле неке елементарне констате или он може да учини ситуацију предвидивом увидом у логична својства конструкција које је користио у дефинисању“,
8. Правила процедуре: „Понекад, рационалност се односи на правила процедуре и закључке у том смислу да особа разлучи исправност свог суда, закључака, перцепције и карактеризације“,
9. Избор: „Понекад је чињеница да је особа свесна конкретних могућности остваривања избора, а понекад чињеница да особа бира представља средства рационалности“,
10. Основ иѕбора: „Основ по којем нека особа остварује избор међу алтернативама као и основ озакоњења избора који често истичу као рационалне карактерисртике акције“,
11. Компатибилност односа са принципима формалне логике: „Особа може размартрати правац деловања као уређење корака у решавању проблема“,
12. Семантичка јасноћа и одређеност: „Референца се често прави за покушај особе да прожме сематничку конструкцију јасноће као променљиву макцималне вредности која мора бити приближна обавезном кораку за решавање проблема“,
13. Јасноћа и одређеност по себи: „Шоц истиче да интерес за јасноћом и одређености се може повезати са одређеношћу која је адекватна као циљ неке особе“,
14. Компатибилност дефинсања ситуације као научног сазнања: „Особа може дозволити да оно што сматра чињеницама буде критиковано у погледу компатибилности њихове структуре као научних сазнања.“

#### Рефлексивност
Под рефлексивношћу се подразумева то да чланови обликују деловање у односу на контекст, док се тај исти контекст стално дефинише кроз деловање. Гарфинкел је сматрао индексиране изразе кључном појавом. Речи као што су овде, сада и мене мењају своје значење у зависности од тога када и где се користе. Филозофи и лингвисти сматрају овакве термине индексалним, зато што упућују на контекст ситуације из које потичу. Један од Гарфинкелових доприноса било је то што је приметио да овакви изрази превазилазе просто овде, сада итд, и обухватају било коју или све исказе које чланови друштва користе. Како Гарфинкел наводи, „видљиве рационалне особине индексалних израза и индексалног деловања представљају непрекидно достигнуће организованих активности свакодневног живота.“ Укорењеност индексалних израза и њихових својстава означава то да све врсте деловања обезбеђују своју разумљивост кроз методе којима су настале. То значи, да деловање поседује рефлексивност при чему такво деловање свој занчај проналази баш у ситуацији у којој је настало.
Контекстуалну поставку, међутим, не треба посматрати каоо пасивну позадину за деловање. Почетни увид у значај рефлексивности догодио се током истраживања рада поротника, при чему је оно што су поротници одлучили, користили су да рефлексивно организују веродостојност онога што су одлучили. Друга истраживања су открила да странке нису увек знале шта се подразумева под њиховим формулацијама; утолико пре, вербалне формулације реда догађаја коришћени су за прикупљање баш тих значења која су им дала кохерентан смиссао. Гарфинкел је закључио да питање како су практичне активности везане за њихов контекст лежи у срцу етнометодолошког истраживања. Користећи професионалну дегустацију кафе као пример, они који описују укус кафе не само да описују, већ усмеравају дегустацију кафе, онај који описује не даје само обичан извештај онога сто дегустира:
кафа ⇒ онај који описује њен укус
нити империјализацију методологије:
онај који описује њен укус ⇒ кафа
Опис и оно што се описује узајамно детернинисани:
онај који описује њен укус ⇔ кафа

Они који описују делују рефлексивно и проналазе значење у кафи, и свако је поређење са другим, јасније. Рефлексивност исказа је свеприсутна и њен смисао нема никакве везе са тим како се термин рефлексивност користи у аналитичкој филозофији као рефлексивна етнографија која настоји да открије утицај истраживача у организовању етнографије и начина на који многи научници користе рефлексивност као синоним за за само-пројекцију. Што се тиче рефлексивности у етнометодологији, она представља конкретну и неизбежну одлику свакодневног живота.

#### Експерименти продирања
Према социологу Џорџу Рицеру, експерименти продирања су експерименти где је „социјална реалност нарушена како би се открили методи помоћу којих људи конструишу исту“. Гарфинкел је подстицао своје студенте да покушају да спроведу експерименте продирања како би дошли до основних примера етнометодологије. Како тврди, овакви експерименти су битни због тога што нам помаж да раземемо „социјалне стандарде и стандардизовање, виђеног али неприметног, очекиване позадинске карактеристике свакодневне сцене.“ Већину својих експеримената, Гарфинкел је навео у својим књигама.
Оно што следи је пример једног од Гарфинкелових експеримената објављеног у књизи Етнометодолошке расправе.
Случај 3: „Петак је вече и мој муж и ја гледамо телевизор. Мој муж је приметио да је уморан. Упитала сам га „Како си уморан? Физички, ментално или ти је просто досадно?“
С: Не знам, углавном физички. 
Е: Под тим мислиш да те мишићи и кости боле?
С: Ваљда. Немој тако формално. 
С: У свим овим старим филмовима узглавље кревета је од челика.
Е: Шта под тим мислиш? Да ли си мислио на све старе филмове или само на оне које си гледао?
С: Шта је с тобом? Знаш на шта сам мислио.
Е: Волела бих када би био мало прецизнији:

С: Знаш на шта мислим! Цркни!
Данас у неким уџбеницима из социологије пише да су овакви експерименти метод истраживања који користе етнометодолози како би истражили друштвену организацију деловања. Међутим, за Гарфинкела овакви експерименти предтављају наставно средство које он означава као показне вежбе на Програму етнометодологије.

## Утицај на каснија истраживања
Значајан корпус емпиријског рада развио се истраживањем питања које је Гарфинкел препознао и о којима је писао.
Инспирисан Гарфинкеловим радом, Харви Сакс преузео је на себе да истражи редну организацију конверзацијских итеракција. Овај програм, развијен од стране Гејла Џеферсона и Емануела Шеглофа, је изнедрио велику и успешну истраживачку литературу. Друга, знатно мања, произашла је из Саксовог интересовања за социјалну категоризацију навика.
Социолог Емануел Шеглоф је искористио етнометодолошки концепт како би проучавао разговоре преко телефона и како они утичу на социјалне интеракције. Гејл Џеферсон је користио етнометодологију како би проучавао смех, какко људи знају када је прикладно да се насмеју када са неким разговарају. Џон Херитиџ и Дејвид Грејтбач су пручавали реторику политичког говора и њихову повезаност са количином аплауза коју говорник добија, а Стивен Клејман је проучавао како се изазива звиждање у публици. Филип Менинг и Џорџ Реј су проучавали стидљивост на етнометодолошки начин. Етнометодолози коа што су Грејам Батон, Р. Ј. Андерсон, Џон Хјуз, Вес Шерок, Анђела Гарсија, Џек Вејлен и Д. Х. Зимерман проучавају етнометодологију институција.
Ово је довело до широког спектра истраживања усредсређена на различита занимања и професије као што су рад у лабораторији, право, полицијски посао, медицина, џез импровизација, образовање, математика, филозофија и др.

## Одабране публикације
Већина Гарфинкелових оригиналних списа јесу научни чланци и технички извештаји који су касније објављени као поглавља у књигама. Како би проценили секвенцијални развој Гарфинкелове мисли, битно је сазанти када су та дела написана. Иако објављена 2006. године, књиге „Видети социолошки“ је писана као белешка која је представљала нацрт предлога дисертације и написана је две године пре његовог доласка на Харвард. „Према друштвеној теорији информација“ је такође написана када је Гарфинкел био студент и заснована је на извештају из 1952. године припремљен у сатадњи са Пројектом организационог понашања на Принстону. Неки од његових ранијих радова о етнометодологији су публиковани у књизи „Етнометодолошке расправе“, ова публикација веома је популарна међу социолозима. Гарфинкел је уредио и објавио антологију одабраних радова везаних за етнометодологију. Касније, објављен је збир старијих радова и њовијих радова под називом „Програм етонометодологије: разрађивање Дирекмових афоризама“. Касније публикације, са Расправама, представљају комплетно излагање етнометодолошког приступа. Гарфинкел је планирао да објави наставак „Програма етнометодологије“, који би назвао „Радно место и документарна разноврсност етнометодолошког истраживања рада и науке од стране аутора ове области: Шта радимо? Шта смо научили?“ Обај пројекат никада није приведен крају, али неке белешке су објављене у делу „Клиничка испитивања“.